# Браницкий мост

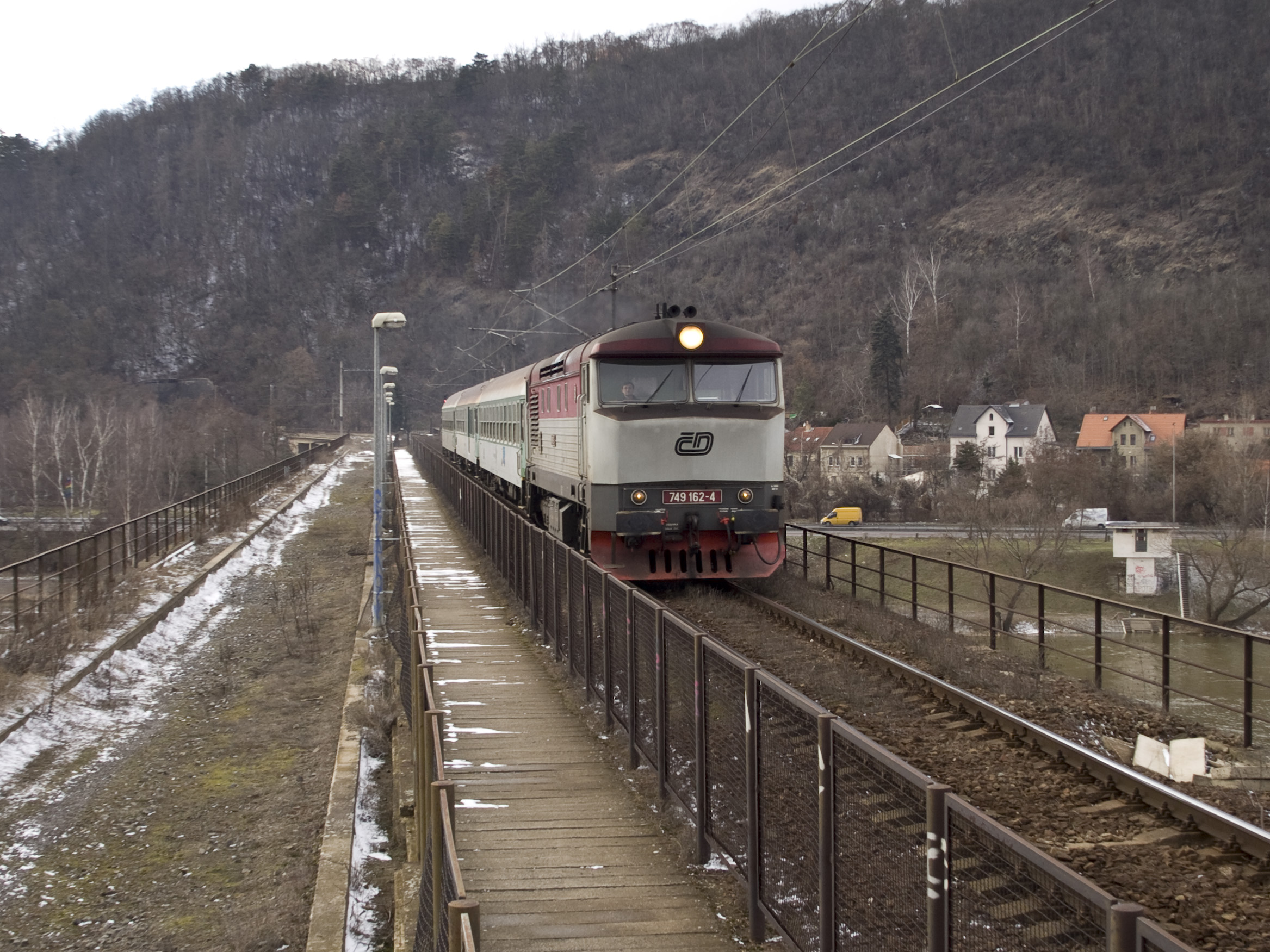
Дизельный локомотив серии 749

Браницкий мост (чеш. Branický most, называемый также Мост интеллигенции чеш. Most inteligence) — железнодорожный мост через Влтаву в Праге, соединяет районы Мала Хухле и Браник. Построен в 1949—1955 гг., введен в эксплуатацию в 1964 году.
Планировался как часть железнодорожного аналога Йижни Спойка, то есть ветви Радотин—Вршовице, целью которой было провести грузовые перевозки дальше от центра Праги. Изначально трасса задумывалась как двухколейная, но реализована была только в одноколейном варианте, так как продолжалась в туннель в Мала Хухле, который одноколейный. Трасса соединяет железнодорожные ветви Прага—Плзень и Нусле-Модржаны. Мост, кроме реки Влтавы, идет над обоими этими ветвями, а также над линиями городского транспорта вдоль реки. В середине западной дуги есть ответвление, которое по плану должно было переходить в новый участок с туннелем в Глубочепы и Йинонице.
Ширина моста 14 м, он состоит из 15 пролетов длиной 53,5 м. Железнодорожное полотно находится на высоте 19 м над поверхностью реки, по высоте разность между концами моста составляет 6 м. Длина моста 910 м. Если бы мост был двухколейным, он бы стал самым длинным двухколейным железнодорожным железобетонным мостом в Европе.

## История
Разговоры о необходимости строительства моста велись среди профессионалов с начала XX века. Были предложены проекты такими инженерами, как Йозеф Кублер (Josef Kubler), Ян Башта (Jan Bašta), Мирослав Хлумецки (Miroslav Chlumecký). После Второй мировой войны руководство страны не поддерживало идею строительства. Но неожиданно в 1949 году было решено начать работы, несмотря на то, что не были готовы планы развития железных дорог в Праге. Это объясняется тем, что надо было срочно найти работу для многочисленных представителей интеллигенции, которая вынуждена была перейти в рабочие профессии.